# Куник, Арист Аристович
Арист Аристович Ку́ник (нем. Ernst Eduard Kunick; 14 октября 1814, Греновиц, Силезия, Варшавское герцогство — 18 [30] января 1899, Санкт-Петербург, Российская империя) — российский историк; экстраординарный академик Петербургской академии наук (1850); действительный статский советник (1864).

## Биография
Родился 14 октября 1814 года в деревне Греновиц (Силезия, Варшавское герцогство).
Окончил гимназию в Лигнице, затем изучал филологию в Бреславском университете (1835—1837). Окончил Берлинский университет и в 1839 году приехал к М. П. Погодину в Москву, где занялся изучением русской истории. С 1841 года сотрудничал в «Москвитянине» (среди прочего — разбор «Энциклопедии права» Неволина).
В 1844 году был определён адъюнктом Академии наук по русской истории и назначен вторым хранителем русских монет и древностей Нумизматического музея академии. 
С 1850 года был экстраординарным академиком Академии. С 1859 года хранитель русских монет, с 1864 года — хранитель, с 1886 года — старший хранитель галерей императора Петра I и драгоценных вещей в Эрмитаже. Одновременно, с 1851 года был сотрудником Санкт-Петербургской археографической комиссии и главным редактором издававшихся ею сборников иностранных источников по истории России. Также, с 1858 года был библиотекарем (директором) 1-го отделения библиотеки Академии; в 1881 году организовал в библиотеке Славянский отдел. 
В 1864 году был произведён в действительные статские советники.
В 1866 году А. А. Куник, по заданию министра народного просвещения, директора Императорской публичной библиотеки графа И. Д. Делянова, занимался приобретением части архива покойного А. Л. Майера у его сестры. По этим ценным документам он провёл большую работу по изучению деятельности самого А. Л. Майера и работе по составлению «Атласов предположений о застроении С.-Петербурга. 1703—1839».
В 1876 году Куник в Киевском университете стал доктором русской истории honoris causa.
Был активным защитником подлинности Краледворской и Зеленогорской рукописей (как ныне доказано, подделок Вацлава Ганки).
Умер 18 (30) января 1899 года в Санкт-Петербурге. Похоронен на Смоленском лютеранском кладбище.

## Научная деятельность
Наиболее значительный труд Куника — «Die Berufung der schwedischen Rodsen durch die Finnen und Slaven» (СПб., 1844). Выступая здесь представителем норманнской теории происхождения Руси и впервые применяя к изучению русской истории историко-генетический метод языкознания, в том виде, как он был разработан Якобом Гриммом, Куник даёт и всему варяжскому вопросу иную постановку: по его мнению, важно не столько определение имени и национальности основателей русского государства, сколько определение того, какие новые начала были внесены ими в русскую жизнь.
И в своих позднейших исторических работах, которые почти все печатались в «Записках Академии Наук», а частично вышли и отдельно, Куник широко пользовался лингвистическими данными, причём особое значение он придавал сравнительному изучению названий рек или «сравнительной потамологии».
Таковы, например, его:
- «Замечания к Отрывкам о варяжском вопросе С. Гедеонова» (1862),
- «О сравнительном исследовании славянских и литовских наречий» (1863),
- «О записке готского топарха» (1874);
- «Тохтамыш и Фиркович» (1876),
- «Известия Аль-Бекри и других авторов о Руси и Славянах» Часть 1 (1878; в сотрудничестве с бароном В. Розеном),
- «Примечания к Каспию Дорна» (1882),
- «Известия Аль-Бекри и других авторов о Руси и Славянах» Часть 2 (1903)
- и многие другие.

Среди многочисленных (свыше 120) статей, заметок и записок Куника особенно выделяются относящиеся к области исторической этнографии:
- «О влиянии иранского племени на судьбы семитических народов», 1856;
- «Печенеги, Торки, Половцы», 1888;
- «Об описании славянских земель Ибрагима Ибн-Якуба», 1890,

а также византиноведения:
- «Программа задачи на премию о византийской хронографии» в «Журнале министерства народного просвещения», ч. LXIII;
- «Почему Византия остаётся загадкой во всемирной истории», в «Записках Академии Наук» т. II;
- исследования о жизни святого Георгия Амастридского, там же 1845 и 1881;
- записка о составлении перечня византийских грамот и писем, 1894.

К истории просвещения в России относятся следующие труды Куника:
- «Сборник материалов для истории Императорской Академии Наук в XVIII веке» (СПб., 1865), посвященный жизни и литературной деятельности Тредьяковского и Ломоносова;
- «Об учёных сборниках и периодических изданиях Императорской Академии Наук с 1726 по 1852 год» (в «Записках Академии наук», т. I),
- «Перечень сочинений В. H. Татищева и материалов для его биографии» (там же, т. XL VII — материалы, извлечённые преимущественно из библиотеки и архива бывшей канцелярии академии и из архива министерства финансов).

А. А. Куник издал также сочинения Круга и «Русско-ливонские акты, 1189—1601» (СПб., 1868).

## Награды
- орден Св. Анны 2-й ст. (1861)
- орден Св. Владимира 3-й ст. (1862)
- орден Св. Станислава 1-й ст. (1868)
- орден Св. Анны 1-й ст. с императорской короной (1873)
- орден Св. Владимира 2-й ст. (1883)
- австрийский орден Франца Иосифа 2-й ст. со звездой (1874)